# Hohoe (district)
Hohoe is een district in de regio Volta in het zuiden van Ghana. Het district heeft een oppervlakte van 1403 km² en een inwoneraantal van 152.627 (2002). De hoofdstad van het district is de gelijknamige stad Hohoe.